# Egyesítés Pavilon
Az Egyesítés Pavilon vagy Thongilgak (hangul: 통일각, handzsa: 統一閣, RR: Tongilgak) egy 1985 augusztusában megnyitott, 1537 négyzetméter alapterületen felhúzott szocreál építészeti stílusú épület a Koreai demilitarizált övezetben, Panmindzson (Panmunjeom) település északi részén. Jogilag az észak-koreai Észak-Hvanghe (Hwanghae) tartomány Keszong (Kaesŏng) város Panmindzson-ri (P'anmunjŏm-ri) része. 2018. május 26-án itt került sor a 2018 májusi Korea-közi találkozóra.